# هانس ألبرشت
هانس ألبرشت هو لاعب رماية سويسري، ولد في 7 سبتمبر 1924 في شتادل في سويسرا.

## وصلات خارجية
- هانس ألبرشت على موقع أوليمبيديا (الإنجليزية)